# チェ (映画)
『チェ』(Che)は、革命家チェ・ゲバラの半生を描いた、2008年のアメリカ・フランス・スペインの合作伝記映画。
全編の上映時間が4時間30分に及ぶため、フルヘンシオ・バティスタによる独裁政権をフィデル・カストロと共に倒すキューバ革命までを描いた『チェ 28歳の革命』(The Argentine)と、ボリビアでの敗北と処刑までを描いた『チェ 39歳 別れの手紙』(Guerrila)の二部作に分けられている。

## 概要
監督をスティーヴン・ソダーバーグが、主役のチェ・ゲバラ役をベニチオ・デル・トロが務めた。ベニチオ・デル・トロは本作の共同プロデューサーでもある。
2008年5月21日、カンヌ国際映画祭で初上映され、作品がパルム・ドールにノミネート、主演のデル・トロが男優賞を受賞した。
ベニチオ・デル・トロは、2009年2月、スペイン版アカデミー賞（『ゴヤ賞』）の最優秀主演男優賞を受賞した。
なおデル・トロは、アメリカ領プエルトリコで育ったこともあって、幼い頃からチェ・ゲバラは「悪者」だという認識を抱いていたが、『007 消されたライセンス』（1989年）のロケでメキシコに行った時に偶然ゲバラの書簡集を読み、深い感銘を受けた。以降は認識を改め、ゲバラの人生に強く興味を持ったという。
撮影前には、ゲバラの著書を読んだり、ゲバラの2番目の妻アレイダ・マルチやアルゼンチン在住の弟や妹などと会い、革命活動以外のゲバラの素顔を知った。更に自らキューバへ赴き、関係者への証言を得るなど、7年を費やして、徹底的にゲバラを研究し尽くした。キューバを訪れた際には、フィデル・カストロと5分間だけ面会できたと言う。ゲバラに関するリサーチは、ゲバラの日記、ボリビア滞在時に書いたメモ、果てはニューヨークへ行く際にアメリカ国務省が作成していた公文書（機密指定が解かれたもの）にまで及んだ。
撮影は2007年5月から開始され、デル・トロは撮影に際し、25kgの減量をして、ゲバラになり切った。
デル・トロは共同プロデューサーのローラ・ビックフォードと共に、キューバ革命とボリビアでゲバラと共闘し、生き残っているポンボ（ハリー・ヴィジェガス）、ウルバノ（レオナルド・タマヨ・ヌニャス）、ベニグノ（ダリエル・アラルコン・ラミレス）ら3名と会った。彼ら3人に個々に話を聞き、ポンボとベニグノはキューバとボリビアでの体験を語ってくれた。ウルバノはスペインでの撮影アドバイザーを務め、どのように銃を構えていたか、など俳優たちの細かい相談に乗った。
本作のコンサルタントを務めているのは、最も代表的なチェ・ゲバラの伝記で、世界の多くの国で翻訳・出版されている『Che:A Revolutionary Life』の著者であるジョン・リー・アンダーソンである。彼の製作スタッフインタビュー『チェの伝記著者が語る、ボリビア戦争の真実』は、『チェ2部作　コレクターズエディション』の映像特典中に収録されている。

## あらすじ
『チェ 28歳の革命』
1964年5月。革命後のキューバの要人として、首都ハバナで女性インタビュアーの取材を受けるゲバラ。過去の様々な場面を回想しながら、物語は進んでいく。
1955年7月、キューバ人の革命家フィデル・カストロは、亡命先のメキシコシティで密かに同志を募っていた。キューバはバティスタの独裁政権に支配され、貧富の差は広がるばかりだったのだ。アルゼンチン人の青年医者エルネスト・ゲバラは、カストロの言葉に共鳴し、翌年、カストロと共にキューバに密航した。
1964年12月のニューヨーク。ゲバラはキューバ主席として国連本部の総会で演説するために渡米した。このニューヨークの訪問と、7年前の1957年のキューバでのゲリラ活動が交互に語られて行く。
1957年3月、喘息の発作に苦しみながら、キューバのジャングルを進む戦闘服のゲバラ。反乱軍の仲間からは、すでに「チェ」と愛称で呼ばれているが、彼はまだ任務をうまくこなすことが出来ない。外国人である引け目が遠慮を生んでいるのだ。
同５月、カストロ率いる反乱軍は政府軍の兵営を襲って、その力を見せつけた。6月の戦闘では、ゲバラは志願して本隊から離れ、治療が必要な負傷兵たちを引き受けて危険地帯に潜伏した。この時の困難な負傷兵の移送作戦で、真の戦士に成長したと語るゲバラ。
1964年のニューヨークでテレビに出演し、支持者のパーティーに出席して、キューバの立場を語るゲバラ。交互に語られる1957年のゲバラ達は、戦いを続けている。カストロは革命後の臨時政府の方針を創案し、都市の活動家たちと協定を交わした。ゲリラたちは内心では、都市で起こっている「ゼネストによる政権崩壊」の運動を軽んじていたが、目指すところは同じなのだ。
ゲバラの指揮官としての能力は高かった。しかし、カストロはゲバラに新兵のための訓練キャンプを任せた。カストロはゲバラを革命後に必要な人材と考え、その命を惜しんだのだ。それは降格人事だったが、ゲバラは受け入れた。
1958年5月、カストロはキューバで活動する複数の反乱軍の総司令官に任命された。都市でのゼネストが鎮圧され、個々の武装勢力は結束する必要を痛感したのだ。
1964年のゲバラは国連本部での演説を成功させ、ソ連が率いる社会主義陣営の支持を求めた。1958年のキューバでは、反乱軍同士の勢力争いが表面化していた。カストロが率いるゲリラ部隊は「7月26日運動(M-26-7)」という名称だったが、その政策の核である農地改革に反対する者も多かった。カストロは反乱軍の意思統一を急ぎ、ゲバラを軍の全勢力をまとめる司令官に任命した。
山岳部が主だったゲリラ戦は、ラス・ビリャス州の都市部へと移行した。市民はゲリラを歓迎し、主要都市が次々と制圧されて反乱の動きは加速していった。左腕を骨折したゲバラには、アレイダという女性兵士が付き従うようになった。
独裁者バティスタは、最後に残った都市サンタ・クララに政府軍を集結させた。そこを落とせば首都ハバナは目の前だ。ゲバラは援軍を待たずに市内に進軍し、ラジオで市民に共闘を呼び掛けた。政府軍は市民の住む町への空爆を強行し、激戦が続く中、軍や警察からは降伏する者が出始めた。
サンタ・クララの司令官は逃亡を図り、ついにバティスタが国外へ亡命した。1959年1月2日に、ゲバラは首都ハバナに向け最後の進軍を開始した。25ヶ月に及ぶ戦いには勝利したが、革命はこれからだった。政府軍を完全に制圧し、クーデターの芽を潰さなければならない。そしてゲバラの夢は、中南米に革命を広げることなのだった。

『チェ 39歳 別れの手紙』
1965年のキューバ。共産党の中央委員会にゲバラの姿はなかった。委員長のカストロは市民に対して、彼宛のゲバラの手紙を公開した。ゲバラは党の幹部の地位を捨て、貧しい人々が搾取され続ける国々での国際的な革命闘争を目指して、まずアフリカへ渡っていたのだ。
一年後の1966年11月、変装したゲバラは、キューバの妻子に別れを告げて、南米中央部のボリビアに入国した。キューバ人のゲリラ仲間や現地の同志と合流し、辺鄙な土地に新兵の訓練キャンプを設営するゲバラ。だが、ボリビアの共産党は武装闘争に消極的だった。
年が明けて1967年、キューバのカストロはゲバラの消息を探り、支援物資を届ける努力を続けていた。ラモンという偽名で戦闘を続けるゲバラは、貧しい農民の子を治療し、親たちに協力を求めた。だが、農民たちは外国人の多いゲリラ部隊を信用しなかった。ボリビア軍はゲリラが農民を奴隷にすると言い触らしていたのだ。
アメリカ寄りのボリビア政府は、カストロがボリビアでも共産革命を起こすのではと案じていた。官僚たちはゲバラがまだアフリカのコンゴにいると思っていたが、アメリカ軍はボリビアの特殊部隊の訓練を買って出た。彼らは、人気のある「英雄ゲバラ」がボリビア人に支持されることを恐れたのだ。
ゲバラは、自分とキューバ人ゲリラの存在を秘密にしていた。だが、捕虜から情報が漏れて、ゲバラの存在は政府軍の知るところとなった。シグロ・ベインテ炭鉱でストライキが計画されると、政府はゲリラ部隊と鉱夫たちの共闘を防ぐために、鉱夫たちを虐殺した。
ボリビア人民解放軍と名乗って戦闘を続けるゲバラ達。だが、新兵が補充できず、戦闘のたびに兵士の数は減って行った。ゲバラがボリビアに入って280日目には、ゲバラ自身の体調も悪化していた。喘息を患っているゲバラは、薬を切らしてしまったのだ。合流するはずだった別働部隊も、農民の裏切りで政府軍に待ち伏せされ、全滅した。
フェルナンドという偽名で部隊を率いるゲバラを、ボリビア政府軍が追い詰めて行った。ゲバラがボリビアに入って340日目、ユロ渓谷の戦闘で、ついにゲバラは捕虜となった。オルトゥーニョ大統領は、ゲバラを連行することなく現地での銃殺を命じ、刑は翌日に執行された。1967年10月9日のことだった。

## キャスト
| 役名                                       | 俳優                             | 日本語吹替 |
| ------------------------------------------ | -------------------------------- | ---------- |
| チェ・ゲバラ                               | ベニチオ・デル・トロ             | 小山力也   |
| ポンボ（ハリー・ヴィジェガス）             | ベンジャミン・ベニテス           |            |
| リサ・ハワード                             | ジュリア・オーモンド             |            |
| タニア（タマラ・ブンケ）                   | フランカ・ポテンテ               | 林真里花   |
| ベニグノ（ダリエル・アラルコン・ラミレス） | アルマンド・リエスコ             |            |
| インティ（ギド・ペレド・レイゲ）           | クリスティアン・メルカド         |            |
| アレイダ・マルチ                           | カタリーナ・サンディノ・モレノ   | 冠野智美   |
| フィデル・カストロ                         | デミアン・ビチル                 | 大塚芳忠   |
| ラウル・カストロ                           | ロドリゴ・サントロ               | 福田賢二   |
| カミロ・シエンフェゴス                     | サンティアゴ・カブレラ           | 檀臣幸     |
| シロ・レドンド                             | エドガー・ラミレス               |            |
| イスラエル・パルド                         | アルフレド・デ・ケサダ           |            |
| フアン・アルメイダ・ボスケ                 | ロベルト・サンタナ               |            |
| ロヘリオ・アセベド                         | ヴィクター・ラスク               |            |
| マリオ・モンヘ                             | ルー・ダイアモンド・フィリップス | 木下浩之   |
| ウルバノ（レオナルド・タマヨ・ヌニャス）   | カリ・メンデス                   |            |
| レネ・バリエントス                         | ジョアキム・デ・アルメイダ       | 土師孝也   |
| シュワルツ神父                             | マット・デイモン                 |            |
| 通訳                                       | オスカー・アイザック             |            |

## 上映
カンヌでの上映後、ソダーバーグはそれぞれのフィルムから5分から7分のシーンをカットした。その後、第46回ニューヨーク映画祭、第33回トロント国際映画祭でも15分の休憩を挟んで上映された。2008年11月1日、アメリカン・フィルム・インスティチュートのフェスティバルの一環としてグローマンズ・チャイニーズ・シアターで行われたロサンゼルス・プレミアでは、チケットが完売した。
チェ・ゲバラの故郷・アルゼンチンでも2008年11月に上映されたが、首都ブエノスアイレスでは、チェに扮したデル・トロの巨大なポスターがそこかしこに貼られた。
2008年12月、キューバの首都・ハバナで行われる第30回新ラテンアメリカ国際映画祭、通称ハバナ映画祭 (Festival Internacional del Nuevo Cine Latinoamericano de La Habana) で、ヤラ映画館（12月6日）とカール・マルクス劇場（12月7日）の両日、2作とも上映されている。キューバの外相フェリペ・ペレス・ロケによると、キューバとの交易を断っているアメリカ政府がキューバでの撮影許可を下ろさなかったために、撮影はスペインやボリビアで行われたという。
日本公開に際しては、スタジオジブリの鈴木敏夫が「ゲバラのいない時代は不幸だ。だがゲバラの存在が必要な現代の方が、ずっと不幸だ」と「賛辞」を寄せた。

## 評価
レビュー・アグリゲーターのRotten Tomatoesでは142件のレビューで支持率は68%、平均点は6.50/10となった。Metacriticでは24件のレビューを基に加重平均値が64/100となった。

## ソフト化
日本では2009年6月12日にブルーレイ、DVDが発売。
- チェ ダブルパック（DVD2枚組・2010年1月末までの期間限定生産）
  - ディスク1：「チェ 28歳の革命」本編DVD
    - 映像特典
      - 予告編

  - ディスク2：「チェ 39歳 別れの手紙」本編DVD
    - 映像特典
      - 予告編

  - アウターケース付き2枚組トールケース仕様
- チェ コレクターズ・エディション（DVD3枚組・初回限定生産）
  - ディスク1：「チェ 28歳の革命」本編DVD（ダブルパック版と同様）
  - ディスク2：「チェ 39歳 別れの手紙」本編DVD（ダブルパック版と同様）
  - ディスク3：特典DVD
    - スタジオジブリ プロデューサー鈴木敏夫×スティーブン・ソダーバーグ監督対談
      - リアルな伝記映画について
      - なぜ、今「チェ」なのか?

    - Promotion Tour in Japan
      - 舞台挨拶
      - 記者会見&学生へのメッセージ
      - ベニチオ・デル・トロ インタビュー

    - 製作スタッフインタビュー
      - 映画を二つに分けた理由 / 製作秘話（プロデューサー：ローラ・ビッグフォード）
      - 2つの映画に違いを出すための工夫（衣装：サビーヌ・デグレ）
      - 「チェ」の著者が語るボリビア戦争の真実（コンサルタント：ジョン・リー・アンダーソン(チェ・ゲバラの伝記の著者)）

    - 主要キャストが語る、役作りとその素顔
      - デミアン・ビチル（フィデル・カストロ役）
      - カタリーナ・サンディノ・モレノ（アレイダ・マルチ役）
      - ロドリゴ・サントロ（ラウル・カストロ役）

  - 封入特典
    - 戸井十月監修豪華ブックレット（52P）

  - 特製アウターケース付きデジパック仕様
- チェ コレクターズ・エディション ブルーレイ（2枚組・初回限定生産）
  - ディスク1：「チェ 28歳の革命」本編BD
    - 映像特典
      - 製作スタッフインタビュー
        - 映画を二つに分けた理由 / 製作秘話（プロデューサー：ローラ・ビッグフォード）
        - 「チェ」の著者が語るボリビア戦争の真実（コンサルタント：ジョン・リー・アンダーソン(チェ・ゲバラの伝記の著者)）
        - 2つの映画に違いを出すための工夫（衣装：サビーヌ・デグレ）

      - 主要キャストが語る、役作りとその素顔
        - デミアン・ビチル（フィデル・カストロ役）
        - カタリーナ・サンディノ・モレノ（アレイダ・マルチ役）
        - ロドリゴ・サントロ（ラウル・カストロ役）

  - ディスク2：「チェ 39歳 別れの手紙」本編BD
    - 映像特典
      - スタジオジブリ プロデューサー鈴木敏夫×スティーブン・ソダーバーグ監督対談
        - なぜ、今「チェ」なのか?
        - リアルな伝記映画について

      - Promotion Tour in Japan
        - 舞台挨拶
        - 記者会見&学生へのメッセージ
        - ベニチオ・デル・トロ インタビュー

  - 封入特典
    - 戸井十月監修豪華ブックレット（52P）

  - 特製アウターケース付き2枚組ブラックブルーレイケース仕様

## 関連映画
- 『ゲバラ!』（1969年）
  - 主演：オマー・シャリフ
  - ほぼ同時期のゲバラを描いた伝記映画

- 『モーターサイクル・ダイアリーズ』（2004年）
  - 主演：ガエル・ガルシア・ベルナル
  - 自伝『チェ・ゲバラ モーターサイクル南米旅行日記』をもとに若き日のゲバラを描いたロード・ムービー